# Приключението
„Приключението“ (на италиански: „L'Avventura“) е филм на Микеланджело Антониони от 1960 година, с участието на Габриеле Ферцети и Моника Вити. Филмът печели специалната награда на журито на Кинофестивала в Кан през 1960 г. и освен това е номиниран за Златна палма.

## Сюжет
Внимание:  Текстът по-долу разкрива сюжета на произведението (или части от него)!
Анна и нейната приятелка Клаудия се срещат във вилата на бащата на Анна, преди да тръгнат на пътешествие с яхта по Средиземно море. Те се отправят към Рим, за да се срещнат с гаджето на Анна, Сандро, близо до Понс Фабрициус. Докато Клаудия чака долу, Анна и Сандро правят любов в къщата му. След това Сандро кара двете жени до брега, където те се присъединяват към две заможни двойки за тяхното пътуване. На следващия ден групата достига до Еолийските острови и Анна скача във водата, за да поплува. Сандро я следва, тя твърди, че е видяла акула, само за да разбере по-късно, че това е лъжа.
По време на пътуването Анна се доверява на Сандро за нещастието си от честите му командировки, но той отхвърля притесненията й и подремва на скалите. По-късно Корадо се тревожи за времето и решава да напусне острова. Анна обаче изчезва, а Сандро го отхвърля като типично поведение. Те претърсват острова, но не намират нищо. Сандро, Корадо и Клаудия остават, за да продължат търсенето, докато останалите уведомяват властите. Докато търсят, Сандро се обижда, когато Клаудия предполага, че пренебрежението му може да е изиграло роля в изчезването на Анна.
Полицията претърсва щателно, но не открива нищо и пристига бащата на Анна. Сандро решава да разследва контрабандистите наблизо, но преди да си тръгне, той целува Клаудия, стряскайки я. Тя решава да търси други острови сама и те се съгласяват да се срещнат по-късно в Палермо. Сандро разбира, че контрабандистите нямат информация за изчезването на Анна. Когато Клаудия пристига, те се срещат на гарата и привличането им е очевидно, но Клаудия го кара да си тръгне. Тя се качва на влак за Палермо и когато той тръгва, Сандро се качва на борда. Клаудия е раздразнена, но Сандро не вижда смисъл да жертва тяхното привличане. Клаудия е обезпокоена от това колко лесно могат да се променят нещата. Сандро отстъпва и слиза от влака в Кастрореале.
В Месина Сандро се среща с журналистката Зурия, която предполага, че Анна може да е била видяна от аптекар в Тройна. Сандро подкупва Зурия за друга история и се отправя към Тройна. Междувременно Клаудия пристига във вилата на Корадо, където никой не приема сериозно изчезването на Анна. Клаудия заминава за Тройна, след като прочита последващата история на Зурия. В Тройна Сандро и Клаудия откриват аптекар, който твърди, че е продал успокоителни на Анна. Те научават, че жената, идентифицирана от аптекаря, е заминала за Ното в Южна Сицилия. Заедно те тръгват на юг, спирайки в изоставено село, преди да правят любов на хълм с изглед към града. В Ното търсят Анна в хотел Тринакрия, но не намират нищо. Клаудия остава в конфликт между чувствата си към Сандро и лоялността си към Анна.
Сандро разкрива разочарованието си от кариерата си и предлага на Клаудия, но тя отказва. На следващата сутрин и двамата изглеждат страстно влюбени, но Клаудия се съпротивлява на ухажванията му и предлага да си тръгнат. В Таормина Сандро и Клаудия отсядат в хотел Сан Доменико Палас, докато шефът на Сандро и съпругата му се подготвят за парти. Клаудия решава да го пропусне, докато Сандро проверява жените и разпознава Глория Пъркинс, красива 19-годишна „писателка“ и амбициозна актриса, която всъщност е скъпа проститутка. По-късно Клаудия търси Сандро и го намира да прегръща Глория. С разбито сърце, Клаудия бяга, а Сандро я следва до терасата на хотела. Там двамата плачат и Клаудия загадъчно слага ръка върху главата на Сандро, докато гледат към Етна в далечината.

## В ролите
| Изпълнител                  | Роля                |
| --------------------------- | ------------------- |
| Моника Вити                 | Клаудия             |
| Габриеле Ферцети            | Сандро              |
| Леа Масари                  | Анна                |
| Доминик Бланше              | Джулия              |
| Ренци Ричи                  | бащата на Анна      |
| Джеймс Адамс                | Корадо              |
| Дороти де Полиоло           | Глория Пъркинс      |
| Лелио Лутаци                | Раймондо            |
| Джовани Петручи             | Принц Гофредо       |
| Есмералда Русполи           | Патриция            |
| Джак О'Конел                | Старецът на острова |
| Анджела Томаси ди Лампедуза | Принцесата          |
| проф. Кучо                  | Еторе               |
| Ренато Пинцироли            | Зурия (журналиста)  |

## Награди и номинации
- 1960 Филмов фестивал в Кан – Награда на журито – Печели (Микеланджело Антониони)
- 1960 Филмов фестивал в Кан - Златна палма – Номониран (Микеланджело Антониони)
- 1960 БАФТА – Награда (Микеланджело Антониони)
- 1961 БАФТА – Номинация (Микеланджело Антониони) за най-добър филм от всички източници
- 1961 БАФТА – Номинация (Моника Вити) за най-добра чуждестранна актриса
- 1961 Златен глобус – Награда (Моника Вити) за най-добра пробив актриса
- 1961 Сребърна лента – Награда (Джовани Фуско) за най-добър резултат
- 1961 Сребърна лента – Номинация (Моника Вити) за най-добра актриса
- 1961 Сребърна лента – Номинация (Алдо Скаварда) за най-добра кинематография
- 1961 Сребърна лента – Номинация (Микеланджело Антониони) за най-добра режисура
- 1961 Сребърна лента – Номинация (Микеланджело Антониони) за най-оригинален сценарий
- 1961 Сребърна лента – Номинация (Леа Масари) за най-добра поддържаща актриса (Lea Massari)